# Qiriako Bullano
Qiriako Bullano (ur. 9 marca 1952 w Tiranie) – albański ekonomista i producent filmowy.
Ukończył studia na Wydziale Ekonomicznym Uniwersytetu w Tiranie. W 1980 związał się z przemysłem filmowym. Najbardziej znany z pracy nad albańskim filmem Apasionata w roku 1983. Do 1990 kierował realizacją kolejnych 10 filmów.